# 莫涅南
莫涅南（法語：Mogneneins，法語發音：[mɔɲnɛ̃]）是法国东部安省的一个市镇，属于布雷斯地区布尔格区。

## 地理
莫涅南（46°8'18"N, 4°48'42"E）面积8.57 平方千米，位于法国奥弗涅-罗讷-阿尔卑斯大区安省，该省份为法国东部省份，北起汝拉省，西北接索恩-卢瓦尔省，西接罗讷省和里昂大都会，南至伊泽尔省，东与萨瓦省、上萨瓦省和瑞士接壤。
与莫涅南接壤的市镇（或旧市镇、城区）包括：索恩河畔佩济约、沙拉罗讷河畔圣迪迪耶、沙拉罗讷河畔圣艾蒂安、德拉塞。

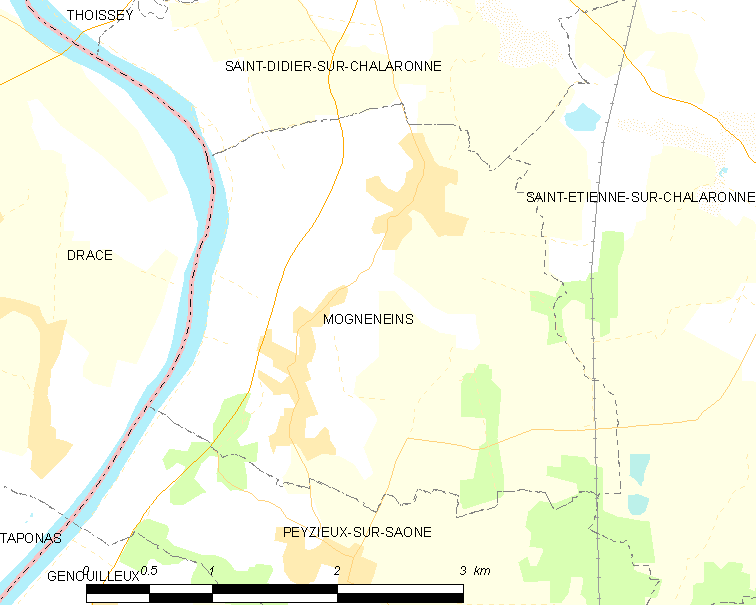
莫涅南的OSM定位图

莫涅南的时区为UTC+01:00、UTC+02:00（夏令时）。

## 行政
莫涅南的邮政编码为01140，INSEE市镇编码为01252。

## 政治
莫涅南所属的省级选区为沙拉罗讷河畔沙蒂永县、canton of Thoissey。

## 人口

1962-2008年间莫涅南人口变化图示

莫涅南于2022年1月1日时的人口数量为824人。